# Baselbieter Heimatblätter
Die Baselbieter Heimatblätter sind eine Publikationsreihe im Kanton Basel-Landschaft. Sie wurden von Paul Suter gegründet, der sie die ersten Jahre zusammen mit Gustav Adolf Müller (1897–1962) auch redigierte. Im April 1936 erschien die erste Ausgabe als vierteljährliche Beilage zur Basellandschaftlichen Zeitung.
Die Baselbieter Heimatblätter sind die einzige kulturhistorische Vierteljahresschrift der Nordwestschweiz. Als Organ der Gesellschaft für Regionale Kulturgeschichte Baselland veröffentlichen die Heimatblätter fortlaufend anregende Aufsätze und Berichte zu den Fach- und Themenbereichen Archäologie, Kulturgeographie, Volkskunde, Denkmalpflege, Kunstgeschichte und Kulturgeschichte. 1942 folgte als Jahrbuch das Baselbieter Heimatbuch.
Am 4. November 1961 fand die Gründungsversammlung der Gesellschaft für Baselbieter Heimatforschung, heute Gesellschaft für Regionale Kulturgeschichte Baselland, statt, «die allen Erforschern der Baselbieter Geschichte, Landes- und Volkskunde» offensteht und die Baselbieter Heimatblätter zum offiziellen Publikationsorgan erklärte. 1986 gab Suter die Redaktion an seinen Sohn Peter Suter, der auf Ende 1990 aus der Redaktion austrat, und an Dominik Wunderlin weiter.